# Budda Baker
Bishard  „Budda“ Baker (* 10. Januar 1996 in Bellevue, Washington) ist ein US-amerikanischer American-Football-Spieler in der National Football League (NFL). Er spielt für die Arizona Cardinals als Safety.

## College
Bishard Baker, den Spitznamen Budda erhielt er bereits im Babyalter von seiner Mutter, die sich von ihm an eine Buddhafigur erinnert fühlte, besuchte die University of Washington und spielte für deren Mannschaft, die Huskies, erfolgreich College Football, wobei er zwischen 2014 und 2016 insgesamt 199 Tackles setzen und 4,0 Sacks erzielen konnte. Außerdem gelangen ihm fünf Interceptions.

## NFL
Beim NFL Draft 2017 wurde er in der zweiten Runde als insgesamt 36. von den Arizona Cardinals ausgewählt und unterschrieb einen Vierjahresvertrag in der Höhe von 6,83 Millionen US-Dollar. Da das Safetykorps der Cardinals unter anderen mit Tyrann Mathieu, Antoine Bethea und Tyvon Branch überaus stark besetzt war, wurde Baker in seiner Rookie-Saison zunächst vor allem in den Special Teams aufgeboten, wo er sich als Gunner profilieren konnte. Durch seine konstant guten Leistungen erhielt er auch im Defensive Backfield mehr und mehr Spielzeit und konnte sich schließlich sogar einen Platz als Starter erobern.
Als Special Teamer wurde er als einer von nur vier Rookies in den Pro Bowl berufen.
In den beiden folgenden Spielzeiten mauserte sich Baker zu einem verlässlichen Leistungsträger im Defensive Backfield. So konnte er 2018 102, 2019 147 Tackles setzen, wofür er erneut, diesmal als Strong Safety, in den Pro Bowl berufen wurde.
Im August 2020 statteten die Cardinals Baker mit einer vierjährigen Vertragsverlängerung über 59 Millionen Dollar aus, womit er zum bestbezahlten Safety in der NFL wurde.